# Triumph Renown
Cet article concerne la berline produite de 1946 à 1954. Pour le roadster de 1946, voir Triumph Roadster. Pour la berline de 1963, voir Triumph 2000.
Les Triumph 1800, Triumph 2000 et Triumph Renown sont une série de grandes berlines produite par Triumph de 1949 à 1954, équipées d'un moteur à 4 cylindres en ligne et d'une carrosserie en aluminium montée sur un châssis en bois. Avec la Triumph Roadster, il s'agit du premier véhicule à avoir porté le nom de Triumph après la Seconde Guerre mondiale et le rachat de l'entreprise par la Standard Motor Company.